# Estación de Pessac

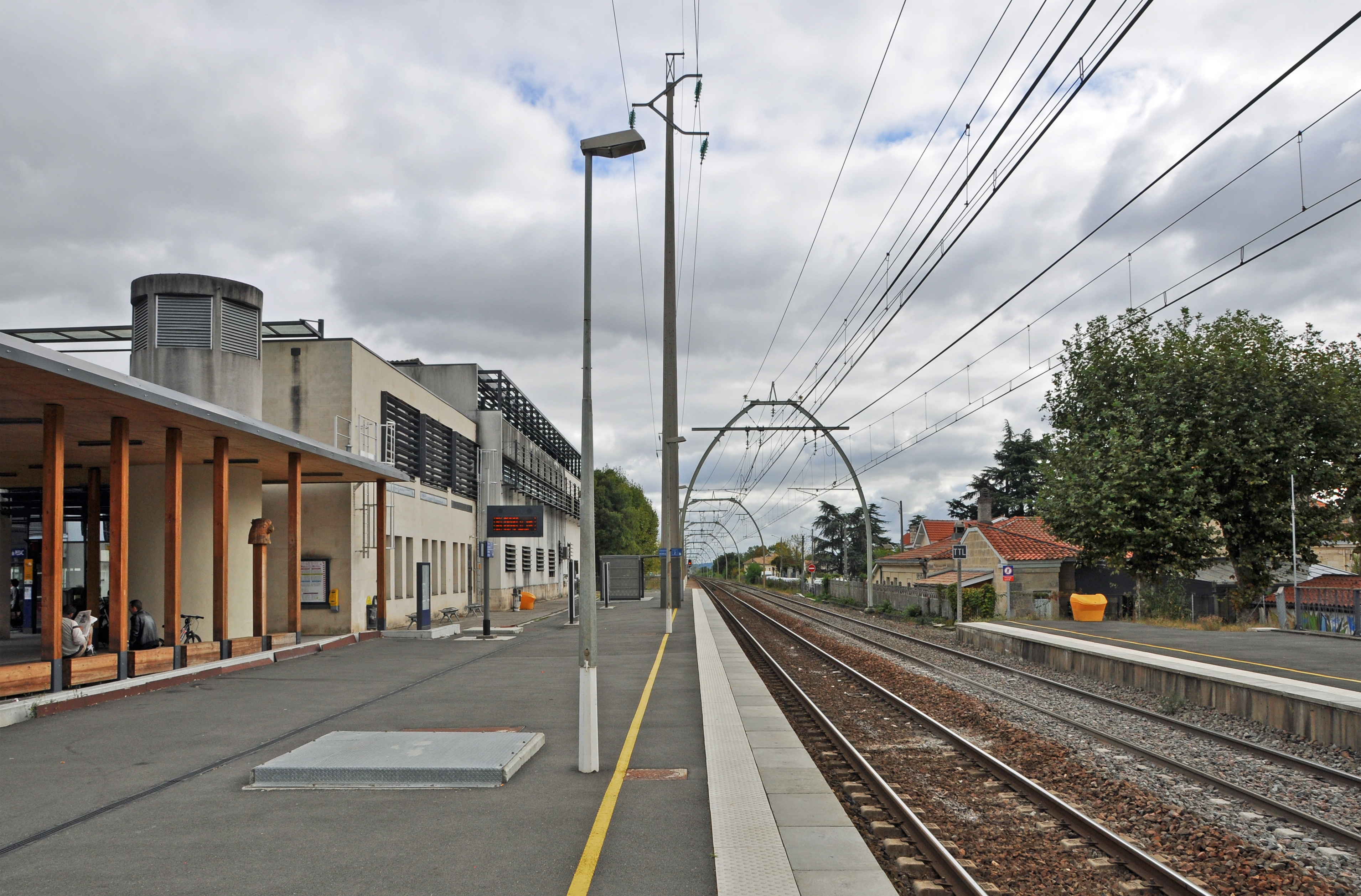
La estación de Pessac

La estación de Pessac es una estación ferroviaria francesa de la línea Burdeos - Irún, situada en la comuna de Pessac, en el departamento de Gironde, en la región de Aquitania. Por ella circulan únicamente trenes regionales.

## Historia
Fue inaugurada a mediados del siglo XIX.  En 1938 las seis grandes compañías privadas que operaban la red se fusionaron en la empresa estatal SNCF. Desde 1997 la gestión de las vías corresponde a la RFF mientras que la SNCF gestiona la estación.

## Descripción
Este apeadero se compone de dos andenes laterales y de dos vías.

## Servicios ferroviarios

### Regionales
Los trenes regionales TER enlazan las siguientes ciudades:
- Línea Burdeos - Arcachon.
- Línea Burdeos - Mont-de-Marsan / Hendaya